# Piper J-4
Die Piper J-4 Cub Coupe ist die zweisitzige Version der Piper J-3 mit nebeneinander liegenden Sitzen. Sie wurde zwischen 1938 und 1942 vom US-amerikanischen Hersteller Piper Aircraft gebaut und war Pipers erstes Muster mit dieser Sitzkonfiguration. In Verbindung mit ihrem gutmütigen Flugverhalten bei geringen Geschwindigkeiten war sie gut als Schulflugzeug geeignet.

## Konstruktion

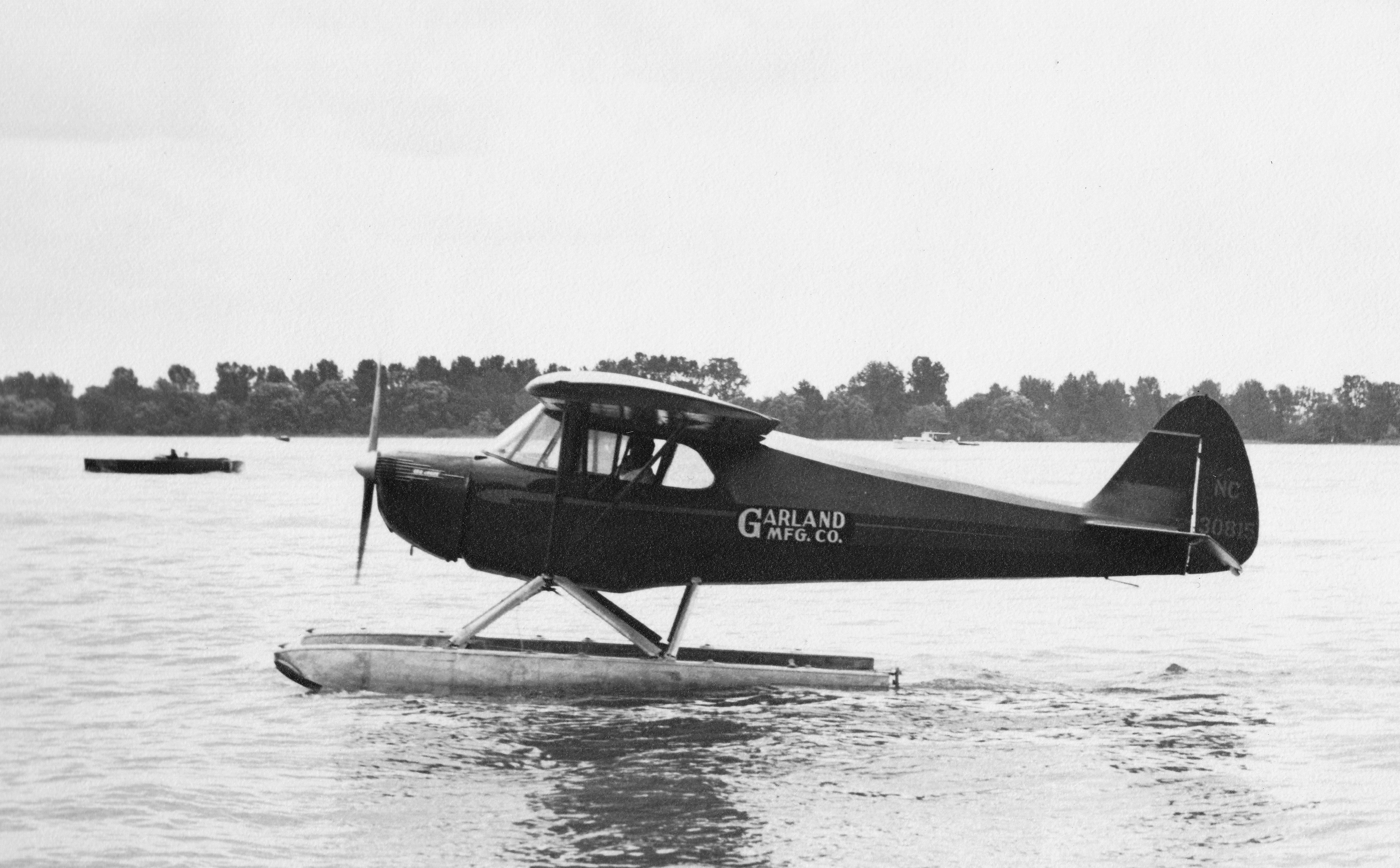
Piper J-4A Cub auf dem Detroit River, 1946

Die Konstruktion der J-4 basiert mit diversen Veränderungen auf der J-3. Unter anderen wurde der Rumpf verbreitert, das Fahrwerk mit einer Öldruckfederung ausgestattet und Spornrad modifiziert. Die ersten J-4 wurden von einem Continental A50 mit obenliegenden Auspuffstutzen und offener Cowling angetrieben. Damit verfügten diese Exemplare zwar über ein komfortables Cockpit, waren aber langsamer als zeitgenössische Flugzeuge mit nebeneinander liegenden Sitzen.
Ab 1940 wurde die J-4A mit geschlossener Cowling und einem Continental A65 mit einer Nennleistung von 65 PS (48 kW) und einem Zusatztank im Heck gebaut. In der J-4B wiederum kam ein Franklin 4AC-171 mit 60 PS (44 kW) zum Einsatz. Die letzte Version der J-4, die J-4E, wurde ab 1941 gebaut. Für die J-4E wurde das Interieur überarbeitet und das Triebwerk durch einen Continental A75 mit 75 PS (55 kW) ersetzt. Außerdem wurde der Hauptkraftstofftank in die Tragflächen verlegt. Die Leistungsfähigkeit der J-4 zog damit gleich mit der ähnlicher, zeitgenössischer Muster. Der Angriff auf Pearl Harbor beendete jedoch die Produktion der J-4, da mit dem Eintritt der Vereinigten Staaten in den Zweiten Weltkrieg die Produktion von zivilen Flugzeugen vollständig zum Erliegen kam.

## Versionen
J-4angetrieben von einem Continental A50-1 mit 50 PS (37 kW)
J-4Aangetrieben von einem Continental A65-1 oder -8 mit 65 PS (48 kW)
J-4Bangetrieben von einem Franklin 4AC-171 oder -176-B2 mit 60 PS (44 kW)
J-4Eangetrieben von einem Continental A75-9 mit 75 PS (55 kW)
J-4Fangetrieben von einem Lycoming O-145-A1 oder -A2 mit 55 PS (40 kW) oder einem Lycoming O-145-B1 mit 65 PS (48 kW)

## Technische Daten (J-4A)
| Kenngröße             | Daten                            |
| --------------------- | -------------------------------- |
| Besatzung             | 1                                |
| Passagiere            | 1                                |
| Länge                 | 22,5 ft (6,86 m)                 |
| Spannweite            | 36,2 ft (11,03 m)                |
| Höhe                  | 6,8 ft (2,07 m)                  |
| max. Startmasse       | 1.300 lb (590 kg)                |
| Reisegeschwindigkeit  | 80 kn (148 km/h)                 |
| Höchstgeschwindigkeit | 87 kn (161 km/h)                 |
| Dienstgipfelhöhe      | 15.000 ft (4.572 m)              |
| Reichweite            | 310 NM (574 km)                  |
| Triebwerke            | Continental A65-1, 65 PS (48 kW) |